# Marco Apicella
 Marco Apicella  (7 d'octubre de 1965 prop de Bolonya, Itàlia) fou un pilot de curses automobilístiques italià que va arribar a disputar curses de Fórmula 1.

## Carrera esportiva
Marco Apicella va debutar a la tretzena cursa de la temporada 1993 (la 44a temporada de la història) del campionat del món de la Fórmula 1, disputant el 12 de setembre del 1993 el G.P. d'Itàlia al circuit de Monza.
Va participar en una sola cursa puntuable pel campionat de la F1 no aconseguint finalitzar la cursa i no assolí cap punt pel campionat del món de pilots.

## Resultats a la Fórmula 1
| Any  | Equip        | Xassís | Motor | 1   | 2   | 3   | 4   | 5   | 6   | 7   | 8   | 9   | 10  | 11  | 12  | 13      | 14  | 15  | 16  | Posició | Punts |
| ---- | ------------ | ------ | ----- | --- | --- | --- | --- | --- | --- | --- | --- | --- | --- | --- | --- | ------- | --- | --- | --- | ------- | ----- |
| 1993 | Sasol Jordan | Jordan | Hart  | SUD | BRA | EUR | SMR | ESP | MON | CAN | FRA | GBR | ALE | HUN | BEL | ITA Ret | POR | JPN | AUS | -       | 0     |

### Resum
| Curses: | Victòries: | Pòdiums: | Poles: | Voltes ràpides: | Punts: |
| ------- | ---------- | -------- | ------ | --------------- | ------ |
| 1 (1)   | 0          | 0        | 0      | 0               | 0      |